# Franz Baur’s Söhne

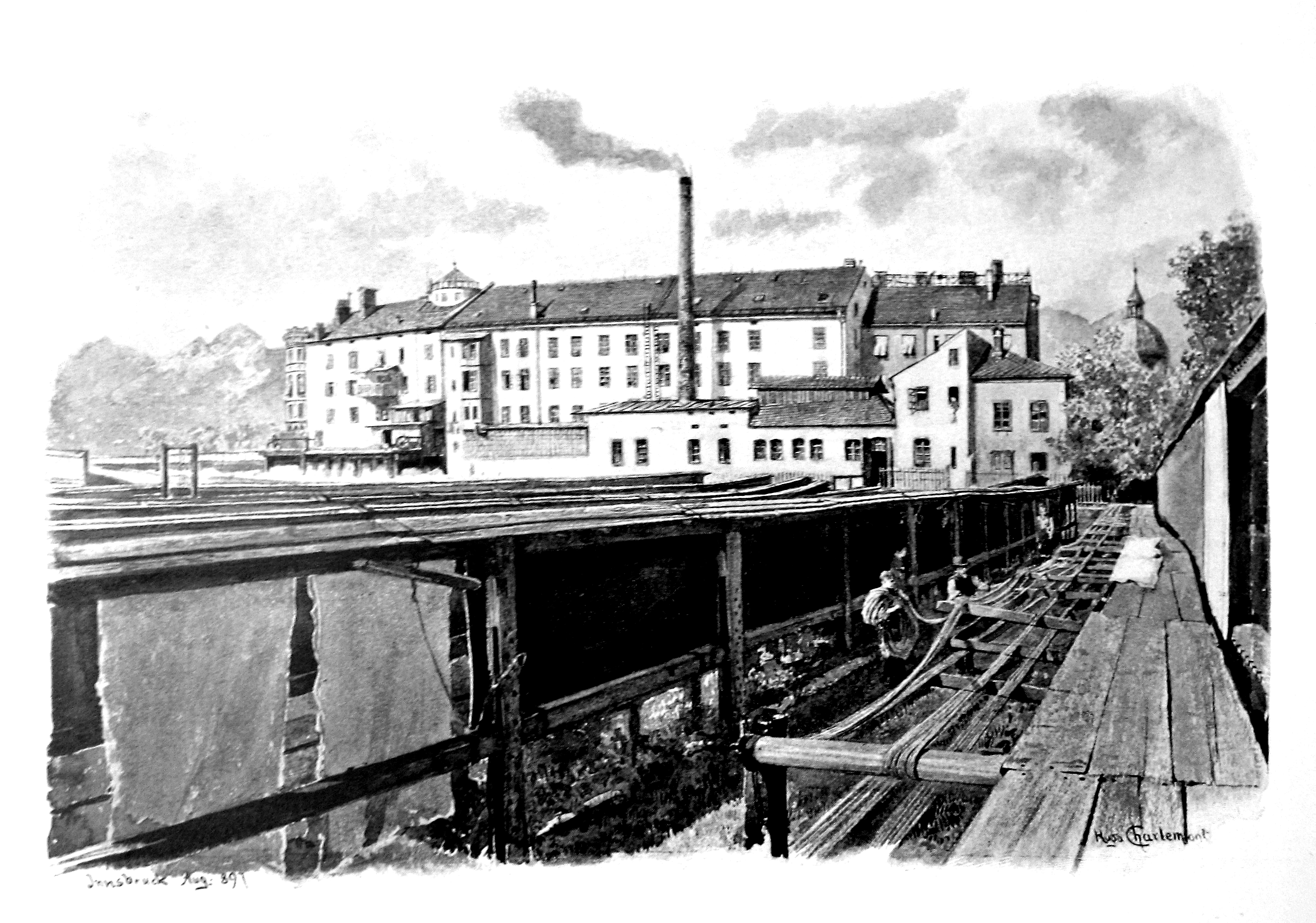
Franz Baur’s Söhne, k.u.k. Hof- und Armee-Lieferanten, Tiroler Loden- und Schafwollefabriken in Innsbruck und Mühlau

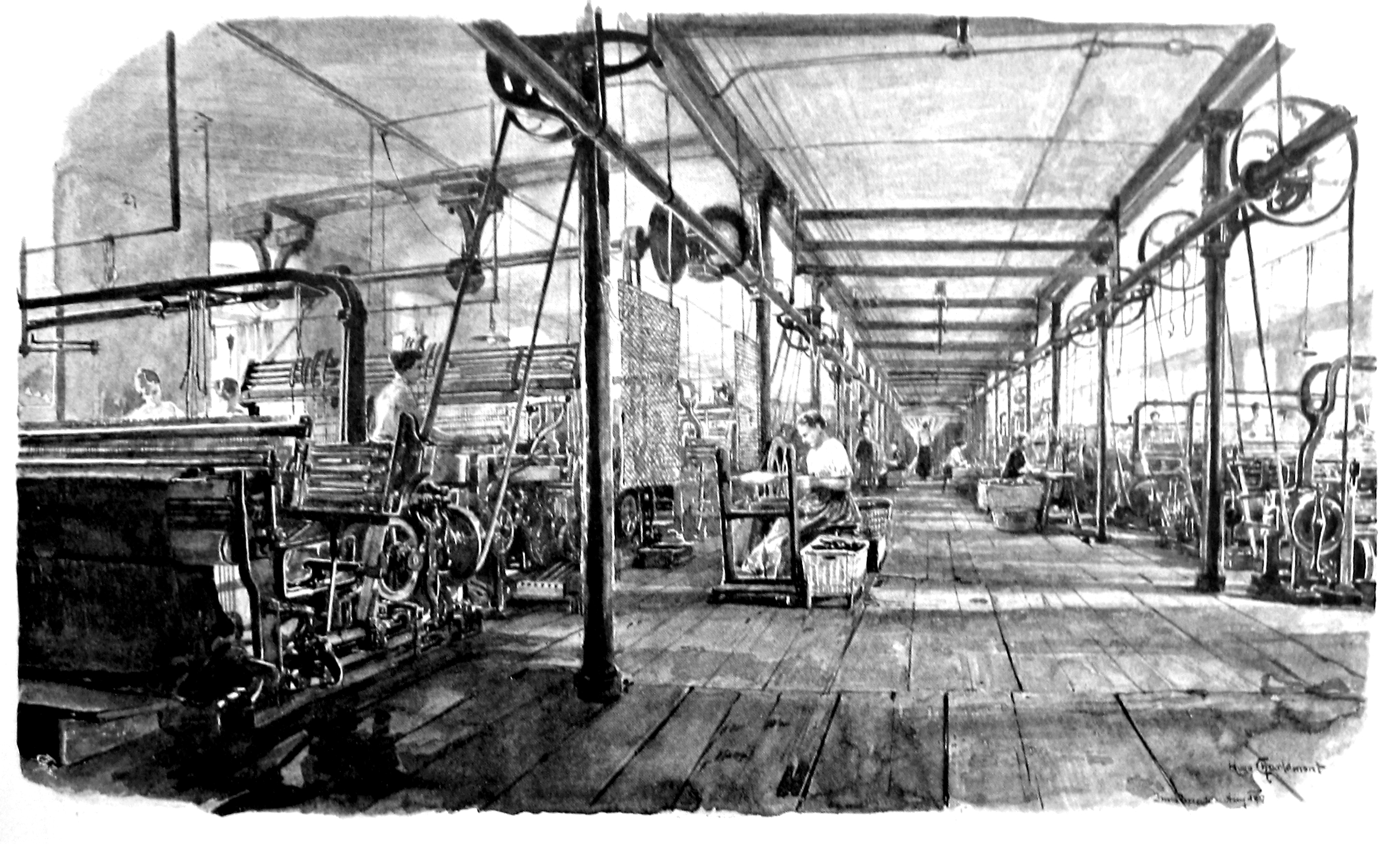
Mechanische Lodenweberei

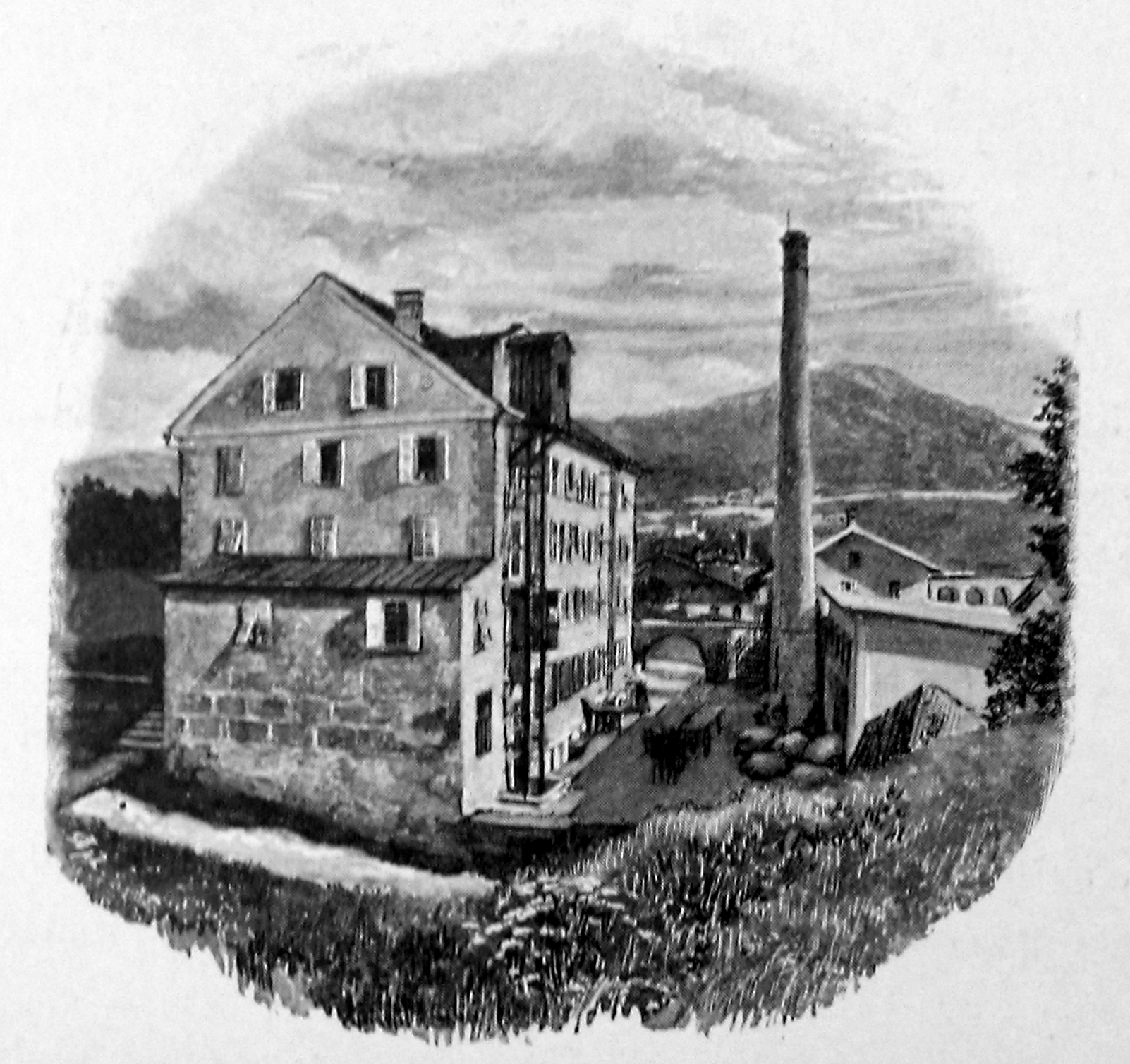
Spinnerei in Mühlau

Das Unternehmen Franz Baur’s Söhne war ein Tiroler Hersteller von Loden- und Schafwollewaren mit Sitz in Innsbruck und Mühlau. Das Unternehmen war ein k.u.k. Hof- und Armee-Lieferant.

## Geschichte
Die Anfänge der Tiroler Loden-Industrie war klein, bis sie sich zu einem wichtigen Zweig der Wirtschaft Ende des 20. Jahrhunderts entwickelte. Diese Industrie hatte eine Zeit sogar die Herstellung der österreichischen Schafwollwaren in eine neue Richtung beeinflusst. Die wasserdichten Loden dienten ursprünglich nur einer allen Witterungsunbilden ausgesetzten Landbevölkerung in den Alpen als Bekleidung. Sie wurden mit der Zeit auch zu einem Kleidungsstück der Städter und dadurch wuchs die nur als Hausgewerbe betriebene Lodenerzeugung zu einem Industriezweig, der über die Grenzen hinaus bekannt wurde, begünstigt durch den wachsenden Tourismusverkehr.
Die Geschichte des Unternehmens Franz Baur’s Söhne ist mit der der Tiroler Lodenindustrie eng verwachsen. Franz Baur gründete im Jahre 1814 seine nur hausindustriell betriebene Lodenerzeugung, die später zu einem industriellen Zweig wurde und den Grund für die Tiroler Loden-Industrie legte. Anfänglich nur mit einem Handstuhl wurden jene Lodensorten erzeugt, die wegen ihrer Wasserdichtheit als Mäntel für Jäger und Hirten verwendet wurden. Der ganze Betrieb war, der bäuerlichen Erzeugungsweise nachgebildet, noch auf einer sehr einfachen Weise eingerichtet.
Erst um das Jahr 1824 bezog Franz Baur die ersten Spinnereimaschinen aus Wasserburg in Bayern, bestehend aus einem aus Holz erbauten Krempel und einer ebensolchen Spinnmaschine, sowie einer Scheermaschine. Nach diesen Modellen wurden dann mehrere Spinnmaschinen und Krempeln angefertigt, die alle von Hand betrieben wurden.
Der Betrieb erweiterte sich allmählich. Doch erst im Jahre 1840 wurde das am Sillkanal gelegene Fabriksgebäude erbaut und mit Wasserkraft betrieben. Um das 1845 kamen die ersten mechanischen Webstühle, welche von der Firma Richard Hartmann, die spätere „Sächsische Maschinenfabrik“ aus Chemnitz, geliefert wurden.
Erzeugt wurden damals hauptsächlich grobe Loden, Tüffel, Calmuk, karrierte Budl und Wolldecken, sowie die sogenannten Erlinger Wettermantelstoffe für Hirten und Jäger, die teils an die Kaufleute, zum größeren Teil an Konsumenten direkt für die Wolle eingetauscht wurden.
1848 bekam die Firma die ersten Militärlieferungen, und zwar Monturtuch nach Venedig, sowie Mannschafts- und Pferdedecken nach Graz.
Im Jahre 1850 wurde das Graslmühlanwesen in Mühlau erworben und dort eine neue, zweite Fabrik erbaut. Im selben Jahre wurde die Firma von den vier Söhnen des Gründers, Jakob, Ferdinand, Franz und Anton Baur übernommen. Der Gründer Firma Franz Baur sen. starb im Jahre 1862. Als 1866 der Preußisch-Deutsche Krieg ausbrach, lieferte die Firma wieder Militärtuch. In Anerkennung ihrer prompter und ausgezeichneter Ausführung der Bestellung wurden Franz und Ferdinand Baur das goldene Verdienstkreuz mit Krone verliehen. Durch die ständige Erweiterung des Betriebes wurden die alten Fabriksräume nicht mehr genug. 1868 wurden die in Innsbruck an der Sillgasse gelegene sogenannte Hofmühle, die mit Wasserkraft betrieben wurde, angekauft und an ihrer Stelle eine neue Fabrik mit Wohnhaus und Turbinenanlagen errichtet.
Im Jahre 1873 übernahm der älteste Sohn Jakob Baur das Geschäft, welcher aber im gleichen Jahr starb. Das ganze Etablissement ging nun an seine Söhne, Franz und Johann Baur. Im Jahre 1877 wurde der k.u.k. Hoflieferantentitel verliehen. 1878 wurde eine neue Dampffärberei für Woll-, Stück- und Küpfenfärbung erbaut.
Im Jahre 1889 wurde die gesamte Spinnerei nach Mühlau verlegt, hingegen die Färberei und die übrigens Fabrikationszweige in Innsbruck zentralisiert, sowie eine kleine elektrische Anlage zur Beleuchtung der Mühlauer Fabrik errichtet. 1890/91 wurden in Mühlau wieder Wasserkräfte erworben, eine neue Hochdruck-Turbinenanlage mit einer längeren Eisenrohrleitung von einem Meter Durchmesser und zwei 100 PS starken Turbinen hergestellt. Ferner wurde die gleichzeitig angekaufte Mühle in ein Arbeiter-Wohnhaus für 23 Partien umgebaut.
1893 wurde Franz Baur für seine hervorragenden Verdienste um das Zustandekommen der I. Tiroler Landesausstellung mit dem Ritterkreuze des Franz-Joseph-Ordens ausgezeichnet. Im Jänner desselben Jahres errichtete die Firma in Wien an der Drachengasse 2 am Fleischmarkt im I. Bezirk eine eigene Niederlage.
1894 erbaute die Firma ein eigenes Elektrizitätswerk für Licht sowie elektrische Kraftübertragung, Drehstrom, System Oerlikon, in Mühlau 2000 Glühlampen, in erster Linie zur Beleuchtung der eigenen Fabriken und Wohnhäuser in Innsbruck und Mühlau und zum elektrischen Betriebe der circa drei Kilometer entfernten Weberei. Außerdem gab die Anlage noch Strom an Hotels, öffentliche Gebäude und Private ab.
Im Jahre 1882 wurden von der Firma die ersten Damenloden erzeugt und in den Handel gebracht, die sich durch ihre Qualität sowohl für Haus- und Alltagskleidung, als auch für Costüme und Reiseanzüge bald einen Weltruf erwarben, das mit der Herstellung nicht mehr nachgekommen werden konnte. Durch minderwertige Fabrikate, die als echte Tiroler Loden in großen Mengen verkauft wurden, wurde der Ruf der echten Tiroler Lodenfabrikate sehr stark geschädigt.

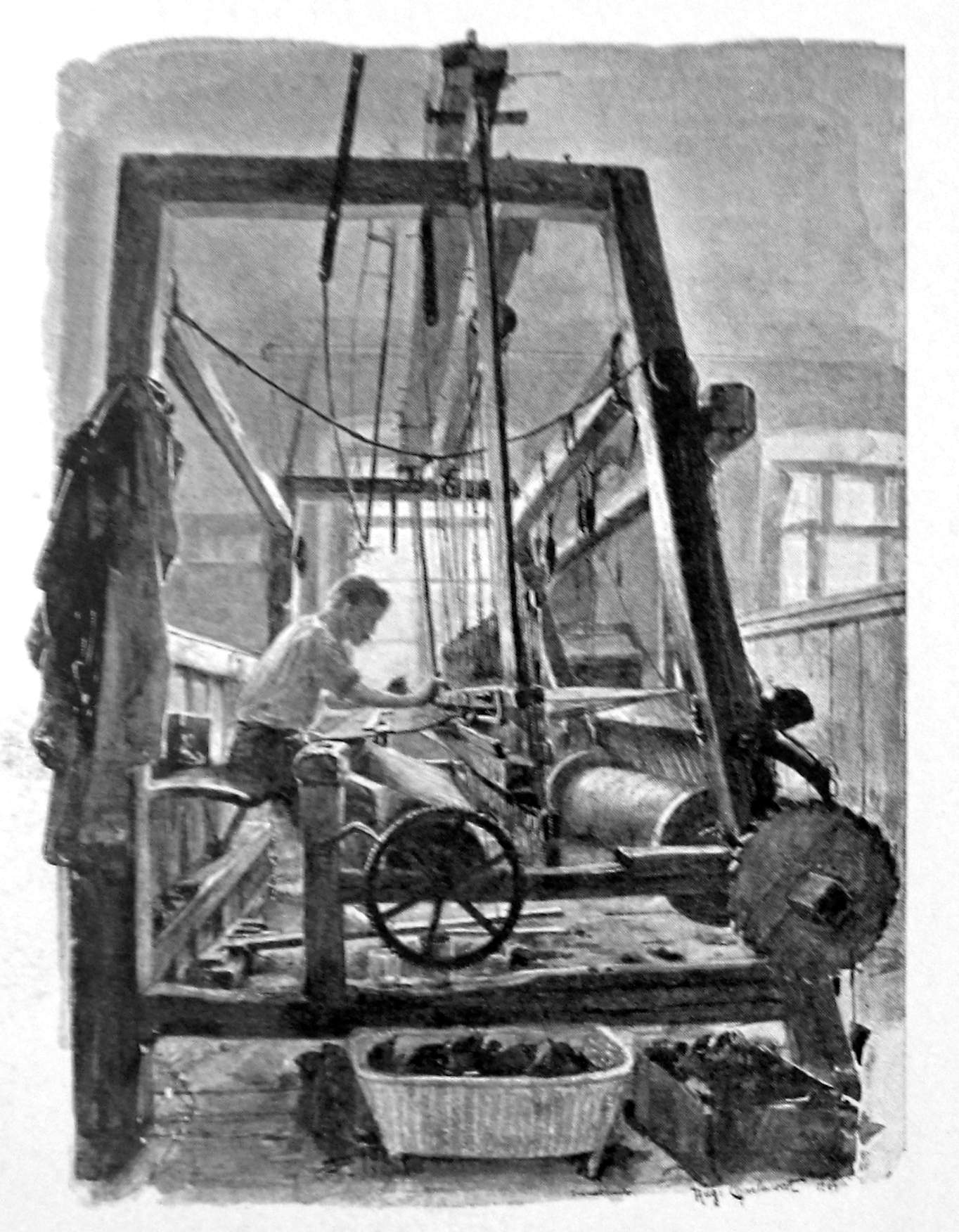
Der Mitarbeiter Josef Kühnel sechzig Jahre am Webstuhl (1898)

Die Fabrik beschäftigte im Jahre 1898 160 bis 170 Mitarbeiter, wobei das Verhältnis zwischen Arbeitgeber und -nehmer ein gutes gewesen sein soll. Manche waren ihr ganzes Arbeitsleben im Unternehmen beschäftigt, wie Anna Daum, die im Jahre 1898 seit 62 Jahren für Baur arbeitete, sowie der Weber Josef Kühnel, welcher am 27. März 1888 für seine ununterbrochene 50-jährige Arbeit vom Kaiser das silberne Verdienstkreuz verliehen bekam. Josef Kühnel, Anna Daum sowie der um 1898 40 Jahre arbeitende Hans Orgler wurden von der Behörde mit Diplomen, von der Firma durch Geschenke geehrt. Ebenso erhielten im Februar 1895 vier gleichzeitig ihr 25-jähriges Dienstjubiläum feiernde Arbeiter Anerkennungen und Geschenke.
Seit 1891 war die Firma Mitglied der Militärtuch-Lieferungsgesellschaften Offermann & Consorten, lieferte als solche Monturtuch für das stehende Heer, außerdem an das Monturdepot in Graz Winterkotzen, Sommerdecken und Kavallerie-Pferdedecken.
Auf Ausstellungen prämierte die Firma in Wien 1845 und bei der Weltausstellung 1873, in Innsbruck 1882, in Budweis 1884 (goldene Medaille), 1893 bei der World’s Columbian Exposition in Chicago (zwei Medaillen und Diplome) und 1893 in Innsbruck (Ehrendiplom des Handelsministerium). 1879 erhielt die Firma das österreichisch-ungarische Patent für poröse wasserdichte Wollstoffe.

## Produkte
Die Firma wurde durch die von ihr erfundene Erzeugung von naturwasserdichten porösen Erlinger- und Wettermantelstoffen bekannt. Diese waren anfänglich nur in Weiss und Naturbraun hergestellt und wurde von Hirten und Hochgebirgsjägern benutzt. Wegen ihrer Wasserdichtheit, geringen Schwere und des günstigen Preises wurde es bald auch in Touristen- und Jägerkreisen getragen. Weiters lieferte die Firma Wettermantelstoffe in Blaugrau für Infanterie- und braune für Kavallerieoffiziere der k.u.k. Armee in großen Mengen. Diese Erlinger Wettermantelstoffe gab es in allen möglichen Farben und Schattierungen und wurden auch aus Kamelhaaren erzeugt.